# 神奇的玻璃升降機
《神奇的玻璃升降機》（英語：Charlie and the Great Glass Elevator）是由英國作家羅德·達爾創作的兒童文學作品。本書為《查理與巧克力工廠》的續集，延續了年輕男孩查理·巴克特（Charlie Bucket）與巧克力製造商威利·旺卡的冒險，講述他們搭乘巨型玻璃升降機展開全新旅程的故事。該書於1972年由美國Alfred A. Knopf, Inc.出版，一年後，即1973年，於英國由喬治·艾倫與安溫（George Allen & Unwin）出版社出版，正值電影《歡樂糖果屋》上映後一年。
雖然原作《查理與巧克力工廠》曾多次被改編成影視作品，但《巨型玻璃升降機》從未被改編為視覺媒介。不過，該書曾由 Puffin Audio Books 製作成有聲書，邀請尼爾·安斯維奇（Neil Answych）擔任查理一角、戈登·費爾克勞（Gordan Fairclough）飾演威利·旺卡，亦曾於1983年作為 BBC 第四頻道廣播劇改編作品的後半段播出。

## 劇情
查理和他的家人搭乘飛行中的巨型玻璃升降機，準備返回巧克力工廠，此時威利·旺卡已決定將工廠贈與查理。當旺卡試圖操作升降機返回地面上的工廠時，不料升降機誤入地球軌道，並巧合地與附近的「美國太空旅館（英語：Space Hotel U.S.A.）」對接。
這一舉動引起地球上的官員震驚與誤會，包括美國總統藍斯洛·R·吉利格拉斯（英語：Lancelot R. Gilligrass），他們懷疑升降機上的人是外國敵人。為了化解誤會，旺卡假裝自己是外星人，大聲唱出胡言亂語。不料旅館內突然出現了真正危險、能變形的外星生物──變形克尼德人（英語：Vermicious Knids），迫使一行人駕駛升降機逃離。
在他們逃離後，美國總統允許載有太空人與太空旅館工作人員的「通勤艙」與太空旅館對接。對接後，克尼德人吞噬了數名工作人員，引發緊急撤離。升降機繞地球一圈後，勇敢地穿越克尼德群，拯救損壞的通勤艙。克尼德人試圖拖走艙體，但最終在進入大氣層時被燒毀。升降機成功釋放通勤艙，並衝破旺卡工廠的屋頂。回到工廠後，工廠內的歐帕倫普人人熱情歡迎他們歸來，原本擔心旺卡失蹤已久。
回到工廠後，查理的三位臥床祖父母──喬治、喬治娜與喬瑟芬仍拒絕下床。旺卡提供他們一種名為「旺卡再生丸」（英語：Wonka-Vite）的返老還童藥丸，但三人服用過量，導致喬治與喬瑟芬變成嬰兒，而喬治娜則變成-2歲，直接從現實中消失。查理與旺卡乘升降機前往負數國（英語：Minusland）尋找她，並用相反作用的「活力旺卡（英語：Vita-Wonk）」將她恢復年齡。回來後發現喬治娜已變為358歲，於是旺卡再度給予計算過的劑量，使她恢復原狀，同時也用「活力旺卡」讓其他兩位嬰兒恢復正常的年齡。
緊接著，他們收到總統吉利格拉斯的感謝信，讚揚他們的英勇行為，並邀請一行人前往白宮。這個消息讓三位祖父母終於下床，與家人一同慶祝。

## 相關書籍
早在《神奇的玻璃升降機》出版的19年前，荷蘭作家安妮·M·G·施密特就寫過一部《阿貝爾奇》（Abeltje），講述小男孩與飛行升降機的冒險，後被改編為電影《會飛的電梯男孩》（The Flying Liftboy），設定上與《神奇的玻璃升降機》有相似之處。

## 書籍
- ISBN 0-394-82472-5 (hardcover, 1972)
- ISBN 0-394-92472-X (library servings, 1972)
- ISBN 0-04-823106-1 (board book, 1973)
- ISBN 0-14-030755-9 (paperback, 1975)
- ISBN 0-14-032043-1 (paperback, 1986, illustrated by Michael Foreman)
- ISBN 0-14-032870-X (paperback, 1988)
- ISBN 0-670-85249-X (hardcover, 1995)
- ISBN 0-14-037155-9 (paperback, 1995)
- ISBN 0-14-038533-9 (paperback, 1997)
- ISBN 0-375-91525-7 (library binding, 2001)
- ISBN 0-14-131143-6 (paperback, 2001)
- ISBN 0-375-81525-2 (hardcover, 2001)
- ISBN 0-14-240412-8 (paperback, 2005)
- ISBN 0-141-80780-6 (audio CD read by Eric Idle)
- ISBN 978-0141357850 (paperback, 2018, colour edition illustrated by Quentin Blake)